# Manuel Hermida Losada
Manuel Hermida Losada (Gondomar, Pontevedra, 27 de novembre de 1924 - Vigo 17 de setembre de 2005), més conegut com a Hermidita, va ser un futbolista professional gallec dels anys 40 i 50 que jugava com a davanter.
El 1944 Hermidita (diminutiu per distingir-lo dels seus oncles, Pepe Hermida i Ángel Hermida, també futbolistes) va debutar a la primera divisió espanyola amb 19 anys amb el Celta de Vigo, club en el qual va jugar durant dotze anys, participant en un total de 189 partits durant els quals va marcar 113 gols. Aquest fet el converteix en el màxim golejador del club gallec en tota la seva història. A més, amb 107 dianes en lliga (105 + 2 de promoció per salvar la categoria) en la primera divisió d'Espanya és un dels màxims golejadors de la competició.
El 1956 abandonaria l'equip de Vigo per fitxar pel Córdoba CF, on jugaria dues temporades més abans de la seva retirada.